# Fusion Science and Technology
Fusion Science and Technology (FST) (deutsch Fusionswissenschaft und -technik) ist die führende Zeitschrift in den Fachrichtungen Fusionsplasmaphysik und Plasmatechnik, Fusionsnukleartechnik und Materialwissenschaften, Fusionsanwendungen, Fusionsdesign und Systemstudien. Zu den jüngeren Themen gehören Plasma- und Fusionsenergiephysik, Tokamak-Experimente, Stellaratoren, künftige Verbrennungsplasmaexperimente, Targetherstellung und -technologie für den Trägheitsfusionseinschluss, Trägheitsfusionswissenschaft und -anwendungen, Tritiumwissenschaft und -technik, Studien zu Magnet- und Inertialfusionsenergiereaktoren, Plasmasteuerung, Plasmadiagnostik und einiges mehr. Der Name der Zeitschrift war von 1981 bis 1984 Nuclear Technology - Fusion und von 1984 bis 2001 Fusion Technology.
Die bibliometrische Bewertungsgröße Impact Factor für diese Zeitschrift hatte folgende Werte: 1,406 (2018), der Fünfjahres-Impact-Factor 0,917   (2018) Zitationen pro Artikel.

## Konzeption der Zeitschrift
Im Einzelnen werden vom Verlag selbst folgende Fachgebiete genannt, für die die Zeitschrift relevant ist:
- Fusionsplasmaphysik
- Fusionsplasmatechnik
- Fusionsnukleartechnik und Materialwissenschaft
- Plasma- und Fusionsenergiephysik
- Tokamak-Experimente
- Stellaratoren
- Künftige Experimente mit brennendem Plasma
- Tagetherstellung und Technik für die Fusion mit Trägheitseinschluss
- Trägheitsfusionswissenschaft und -anwendungen
- Tritium-Wissenschaft und -Techniken
- Studien zu Magnet- und Trägheitsfusionsenergiereaktoren
- Physik und Technik der Aufheizung
- Plasmasteuerung
- Plasmadiagnostik

Die Schwesterzeitschriften Nuclear Science and Engineering und Nuclear Technology werden ebenfalls von der American Nuclear Society herausgegeben. Alle drei zusammen decken die Fachgebiete der Zeitschrift Атомная энергия (Atomnaja energija) ab.  

## Formate der Artikel
Es werden sechs Formate von Beiträgen zur Zeitschrift unterschieden. Damit ist im Einzelnen folgendes gemeint:
- Ein technischer Artikel (technical paper) ist ein originaler Beitrag zum Wissensgebiet.

- Ein technischer Hinweis oder eine technische Anmerkung (technical notes) beschreibt vorläufige Ergebnisse oder begrenzte Erweiterungen zuvor veröffentlichter Arbeiten.

- Ein kritischer Übersichtsartikel (critical review) kombiniert einen aktuellen Überblick über ein Fachgebiet mit einer umfassenden Literaturübersicht, um den Stand der Technik kritisch zu bewerten, fügt dem Gebiet jedoch nicht unbedingt neues Wissen hinzu.

- Eine schnelle Kommunikation (Rapid communication) ermöglicht eine schnelle Veröffentlichung innovativer Arbeiten von hohem und unmittelbarem Interesse für die Leserschaft der Zeitschrift, und zwar nach einer beschleunigten Überprüfung und Verarbeitung.

- Eine Buchbesprechung (Book review) gibt einen Überblick über ein kürzlich veröffentlichtes fachspezifisches Buch, einschließlich einer kurzen Zusammenfassung und einer Einschätzung (Bewertung) für die Community.

- Ein Brief an den Herausgeber (Letter to the editor) bietet ein schnelles Medium für Kommentare zu redaktionellen Richtlinien und für Diskussionen über den Inhalt anderer Beiträge.

## Indexierung
Die Zeitschrift Nuclear Science and Engineering wird in folgenden bibliographischen Datenbanken und Zitationsdatenbanken indexiert (Auswahl):
- Chemical Abstracts Service
- Current Contents
- Web of Science
- Ei Compendex
- INIS Collection Search (International Nuclear Information System)
- Science Citation Index
- SCOPUS

Die sog. Titelinformationen der Zeitschrift und die wissenschaftlichen Bibliotheken in Deutschland und Österreich, in denen die Zeitschrift vorhanden ist, können in der Zeitschriftendatenbank (ZDB)  nachgeschlagen werden.